# Fortim de São Caetano (Ilha das Flores)
O Fortim de São Caetano localizava-se na povoação e freguesia da Lomba, concelho das Lajes das Flores, na costa essudeste da ilha das Flores, nos Açores.
Em posição dominante sobre o seu trecho do litoral, constituiu-se em um fortim destinado à defesa contra os ataques de piratas e corsários, outrora frequentes nesta região do oceano Atlântico.

## História
No contexto da Guerra da Sucessão Espanhola (1702-1714) encontra-se referido como "O Fortim de São Caetano." na relação "Fortificações nos Açores existentes em 1710".
A estrutura não chegou até aos nossos dias.